# Richard Starzak
Richard Starzak é um animador britânico. Como reconhecimento, foi nomeado ao Oscar 2016 na categoria de Melhor Filme de Animação por Shaun the Sheep Movie.